# Kuto Rejo
Kuto Rejo is een bestuurslaag in het regentschap Kepahiang van de provincie Bengkulu, Indonesië. Kuto Rejo telt 1009 inwoners (volkstelling 2010).